# کنووا (نیومکزیکو)
کنووا (به انگلیسی: Canova) یک منطقهٔ مسکونی در ایالات متحده آمریکا است که در شهرستان ریو آریبا، نیومکزیکو واقع شده‌است. کنووا ۱۱۸ نفر جمعیت دارد و ۱٬۷۵۹٫۹۴ متر بالاتر از سطح دریا واقع شده‌است.